# Малиновка (Каменський міський округ)
Мали́новка (рос. Малиновка) — присілок у складі Каменського міського округу Свердловської області.
Населення — 1 особа (2010, 0 у 2002).